# Олигеров, Александр Романович
Александр Романович Олигеров (род. 22 февраля 1965 года, Темиртау, Карагандинской области) — российский художник, член ВТОО «Союз художников России».

## Биография
Александр Олигеров родился в 1965 году.
В 1993 году окончил художественно-графический факультет Российского Государственного педагогического университета в Санкт-Петербурге.
С 2000 года является членом Союза художников России.
С 2009 года является членом Парижского союза художников «Les Seize Anges».
С 2011 член союза «Товарищество свободная культура».
С 2009 по 2011 год А. Р. Олигеров являлся главным художником международного кинофестиваля фильмов о море «Море зовёт» (Санкт-Петербург), а также главным художником международного киевского кинофестиваля «Люди и море» (Киев). За что ему была присуждена грамота и памятная медаль кинофестиваля, а также была выпущена почтовая марка Украины с картиной Олигерова «Ковчег».

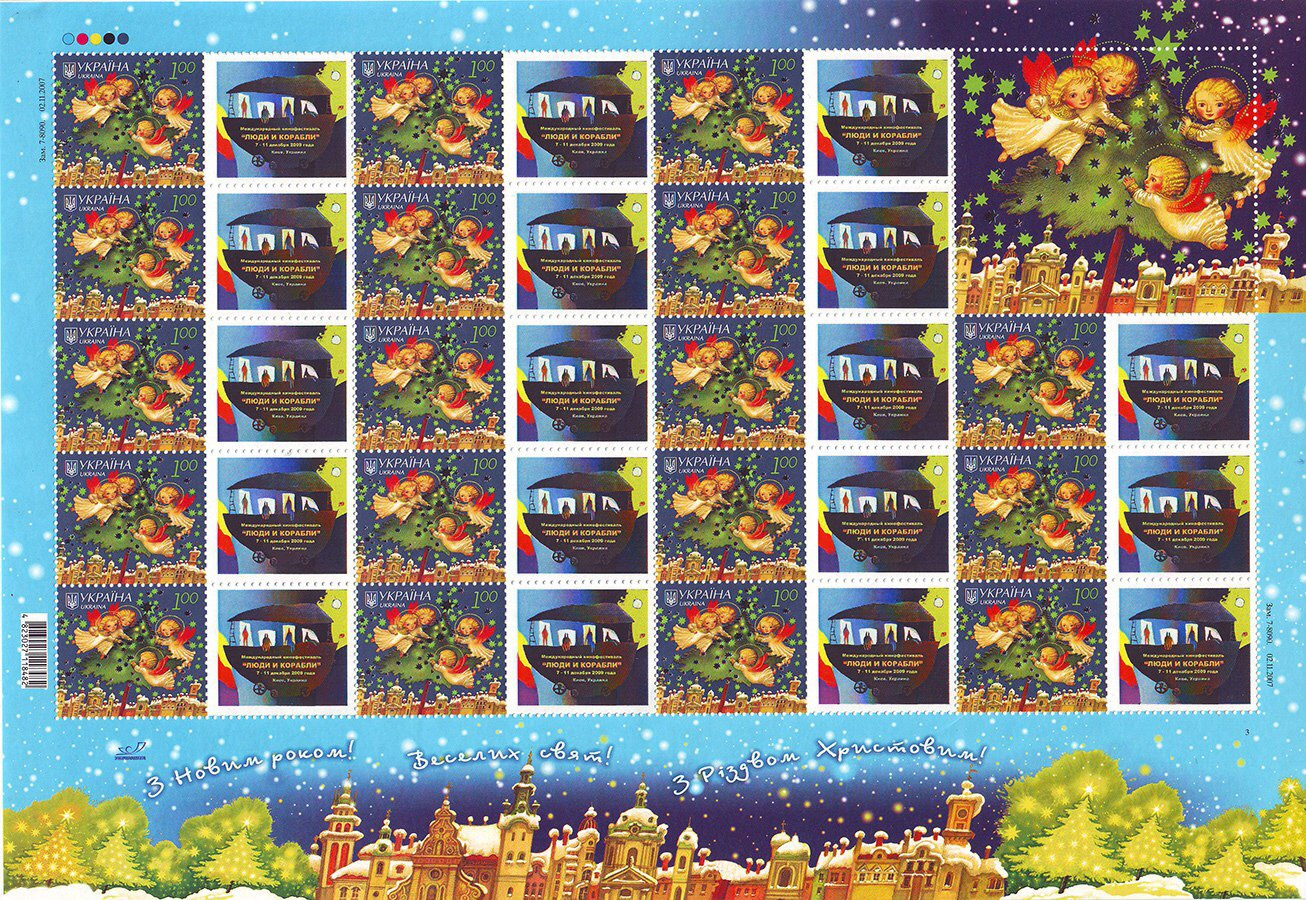
Марки почты Украины в дизайне которых использовалось произведение Олигерова А. Р. «Ковчег»

В настоящее время преподаёт живопись, доцент НовГУ.

## Творчество и выставки
Александр Олигеров живёт и работает в Великом Новгороде. Работы автора можно разбить на несколько циклов (проектов).

«Если что и подкупает в работах Александра Олигерова, так это то, что он ни во что не рядится. От большого ума или от простодушия, он счастливо и серьёзно признаётся в любви к предмету. Человек „превзошёл“ модернизм. Мог бы пойти дальше, по кривой и торной дорожке kontemporary art, но подумал и остался в рамках живописи. Его выбор (надеюсь сознательный). Его право».
                                         Колдобская М.Д.

### Проекты
- «Красная комната» Архивная копия от 5 января 2015 на Wayback Machine

Идея проекта: Утверждают, что среди двух равных по силе спортивных команд, побеждает та, которая одета в красную форму… Красное это сила и власть, богатство и кровь, энергия движения и категорический запрет. Одним словом красный — это сама жизнь. Автор предлагает вам встретиться с ней лицом к лицу в «Красной комнате»
- «Вода. Чёрная и Белая» Архивная копия от 9 января 2015 на Wayback Machine

Идея проекта: Большая часть нашей планеты покрыта водой. Большая часть человеческого тела состоит из воды. Вода даёт человеку жизнь, но может её и отнять. Чёрная вода способна смыть все системы, границы и условности, Белая вода даёт нам шанс начать с белого листа.
- «Сад камней» Архивная копия от 5 января 2015 на Wayback Machine

Идея проекта: Кто знает, возможно, наша вселенная это всего лишь сад камней, расставленных Создателем в космической пустоте в идеальном порядке и гармонии, место для Его медитации. Нужно только немного сосредоточиться, прислушаться и мы услышим далекий низкий голос «оммммм, омммммм».
- «Посвящение ненаписанным стихам» Архивная копия от 5 января 2015 на Wayback Machine

Концепция проекта: Жизнь часто перечёркивает гениальные стихи, которые мы могли бы написать, а история не терпит сослагательного наклонения. В этом проекте автор пытается приподнять завесу неслучившегося, пред ним как тени проносятся неосознанные образы и перечёркнутые обрывки ненаписанных стихов. Художник, как археолог, пытается убрать верхние слои повседневности, под которыми погребены наши мечты. Если всматриваться в эти картины, можно услышать тихую музыку мира несбывшегося.
- «Цветные сны» Архивная копия от 5 января 2015 на Wayback Machine

Идея проекта: Говорят, что нет зазеркалья, нет параллельного нам мира, однако есть мир снов и он существует параллельно с реальностью, живёт по своим законам, не подчиняясь ни одному закону открытому нашей наукой.
Говорят, что цветных снов не бывает, но есть много людей, кто видит цветные сны, а есть и такие, кто сам их создаёт и их можно увидеть, к ним можно даже прикоснуться. Только художники способны ходить между двумя мирами, между реальностью и миром новых образов, созданных из ниоткуда, но таких же живых как мы с вами. Создавая новую реальность, каждый художник, по сути, знакомит нас с новым параллельным миром, который накатывает на нас как сон.
- «За три минуты до рассвета» Архивная копия от 5 февраля 2018 на Wayback Machine

Идея проекта навеяна строками из «Божественной комедии» Данте Алегьери.
«Земную жизнь пройдя до половины,
Я очутился в сумрачном лесу…»
- «Движение к белому» Архивная копия от 5 февраля 2018 на Wayback Machine

Художник рассматривает Белый не как цвет (или его отсутствие), а как свет, к которому должен стремиться каждый человек. Движение к белому — это движение от бесконечно вязких земных страстей к духовному просветлению.
- «Моя переписка с пчелами» Архивная копия от 6 февраля 2018 на Wayback Machine

Идея цикла работ — если хочешь вести сладкую жизнь, придётся вести переговоры с пчёлами.
- «Свежий ветер» Архивная копия от 6 февраля 2018 на Wayback Machine

Автор говорит о том, что любой ветер может надуть твои паруса, но только Свежий ветер приведёт Корабль твоей заветной мечты к цели.
- «Кстати, о птичках» Архивная копия от 6 февраля 2018 на Wayback Machine

Если вы когда-нибудь держали маленькую птичку в руках, то вы, наверное помните, как она была хрупка и как сильно стремилась на свободу.
- «Волшебный лес»

Возможно Волшебный лес это и есть тот мир, который мы потеряли. Этот мир, насыщенный грёзами, иногда лишь сверкает нам отдалёнными зовущими огнями в наших ночных снах...
- «Эмиграция»

Судьба гонит их сквозь невзгоды, жестокий рок неизвестности висит над ними, а позади стирается вся жизнь до белого листа. Что остается им? Только надежда…

### Персональные выставки
- 1997 — галерея «Stallen gallery» Fredrikstad (Норвегия)
- 1999 — гранд отель «Европа» (Санкт-Петербург)
- 1999 — галерея «Stallen gallery» Fredrikstad (Норвегия)
- 2000 — галерея «Кросна» Москва
- 2001 — университет Страсбурга (Франция)
- 2002 — выставочный зал Русского культурного центра в Хельсинки (Финляндия)
- 2002 — галерея «Парадиз» Москва
- 2003 — галерея «ЕХРО-88» Москва
- 2007 — галерея «ВВК» Билефельд (Германия)
- 2008—2009 три персональных выставки в галерее «Gavart» Париж
- 2010 — «Ritz Carlton» Москва
- 2010 — выставочные площади «Krouvi» Lappeenranta (Финляндия)
- 2010 — муниципальная галерея «Villa des tourelles», (Nanterre, Франция)
- 2011 — залы «Бизнес центра» (Москва)
- 2012 — Арт-центр «Пушкинская 10» большой зал музея нонконформистского искусства (Санкт-Петербург)
- 2012 — галерея «Nest Pop Up Galerie» Женева (Швейцария)[5].
- 2013 — «Al gallery» Санкт-Петербург
- 2014 — ArtPlay, «East meets west gallery», Москва[6]
- 2014 — лондонская галерея музея современного искусства «Эрарта», Лондон[7].
- 2015 — гонконгская галерея музея современного искусства «Эрарта», Гонконг[2];
- 2015 — музей художественной культуры Новгородской земли. Юбилейная персональная выставка «50 на 50», г. Великий Новгород[8];
- 2016 — музей современного искусства «Эрарта», Санкт-Петербург[2][9].
- 2016 — галерея «Zoya Art», в районе «Art Zone 798», Пекин)[10].
- 2016 — Псковский государственный Музей-заповедник, «Модернизм», Псков)[11].
- 2017 — выставочный центр «101» на международной выставке современного искусства «Art Revolution Taipai 2017», Тайбэй (Тайвань)

### Выставки
- 1991 — молодёжная выставка СХ «Вне жанра» (Москва)
- 1994 — Аукцион произведений русских художников в США (Рочестер)
- 1995 — Осенняя выставка на Малой Грузинской IFA (Москва)
- 1996 — выставка «Автопортрет» на Малой Грузинской IFA (Москва)
- 1998 — выставка петерб. художников в институте искусствознания Москвы
- 1999 — проект «Песнь Рая» ЦДХ (Москва)
- 1998, 2000, 2004 — международный фестиваль «Мастер-класс» (Санкт-Петербург)
- 1998—2000 — Арт-салон в ЦДХ (Москва)
- 2005 — Всероссийская выставка СХ России «К 60-летию со дня Победы» ЦДХ (Москва)
- 2006 — Всероссийская выставка СХ России, посвящённая 250-летию Академии Художеств России (Санкт-Петербург)
- 2007 — Международная выставка «Встреча художников пяти континентов» Париж
- 2008 — Международная выставка в Грайфсвальде (Германия)
- 2008 — Международная выставка в Modern art gallery, Лос-Анджелес (США)
- 2008 −2009 Международный арт- проект «Bilding bridges» Энсинада, Тихуана, Мехико (Мексика), Сан-Франциско, Лос-Анджелес (США)
- 2011 — Международная выставка «Made in Russia», организованная галереей Open Art Milano. Милан (Италия)
- 2011 — выставочный проект «Органика» в арт-центре «На Солянке» (Москва) устроитель — галерея «East Meets West Gallery»
- 2011 — «Артесания» в Новом манеже, представлен галереей «East Meets West Gallery» (Москва)
- 2011 — музей З. Церители, выставка номинантов международного конкурса совр. иск. «ArtPreview» (Москва)
- 2012 — Политехнический музей, галерея «East meets west» международная выставка «Сила воды» (Москва)
- 2012 — «Арт-Ганза» международная выставка современного искусства художников Ганзейских городов на «Ганзейских Днях» в Люнебурге (Германия)
- 2013—2014 «Artistes Sentinelles»;Выставка Парижского и Мюнхенского созов художников «Художники-свидетели», Париж (Франция), Мюнхен (Германия)[12].
- 2016 — «Суперструны Кандинского». Музей нонконформистского искусства, г. Санкт-Петербург. Коллективная выставка с участием Афанасьева Валентина, Волосенкова Феликса, Духовлинова Владимира, Ковальского Сергея, Кошелохова Боба, Макарова Владислава, Оласюк Ивана, Уянаева Аслана, Шалабина Валерия, Филова Дмитрия и др[13].

## Награды
- 2004 год — первый приз и «Шапку мастера» в номинации «Живопись». Международный фестиваль искусств «Мастер-класс», г. Санкт-Петербург (президент — М. Пиотровский, авторы проекта Тамара Семёнова и Азат Мамединов)[14].
- 2006 год — серебряная медаль Академии Художеств России за работы, представленные на выставке «250 лет Академии Художеств России», г. Санкт-Петербург[14].
- 2007 год, сентябрь — живопись Олигерова удостоена права представлять изобразительное искусство Европы на выставке «Встреча художников пяти континентов»(куда картины художника попали, пройдя два тура французского конкурса), среди искусства 100 других художников со всех континентов, г. Париж[15].
- 2011 год — 1 место на итальянском конкурсе современного искусства «Made in Russia» и затем представлял, в рамках «Года России в Италии», современное Российское искусство в Милане[16].
- 2011 год — три специальных приза в Москве на конкурсе современного искусства при Академии художеств России «Art Preview», в том числе приз журнала «Русское искусство» за лучшую живопись[17].
- 2016 год — «Гранд приз» и «Приз председателя жюри» на международном конкурсе «Art Revolution Taipei» в Тайване[2][18].
- 2018 год — Золотая медаль Союза художников России в номинации «Духовность. Традиции. Мастерство».
- 2023 год — Благодарность Президента Российской Федерации — за заслуги в развитии отечественной культуры и искусства, многолетнюю плодотворную деятельность[19].

Картины художника находятся в собраниях:
— Государственного музея Академии Художеств России (Москва);
—  Московского музея современного искусства;
—  Музея нонконформистского искусства Арт-центра «Пушкинская 10» (Санкт-Петербург);
— Новгородского государственного объединённого музея-заповедника (Новгород);
—  Мурманском областном художественном музее (Мурманск);
— Государственного музея художественной культуры Новгородской земли (Новгород);
— Государственного Псковского областного музея-заповедника (Псков);
— В частных собраниях в России и за рубежом. Наибольшая из которых коллекция вице-президента компании «Samsung» (Южная Корея) господина Ли Гил Хана (42 картины).